# Kanadas Grand Prix 1994
Kanadas Grand Prix 1994, officiellt XXXII Grand Prix Molson du Canada, var ett Formel 1-lopp som kördes 12 juni 1994 på Circuit Gilles Villeneuve i Montréal i Kanada. Loppet var det nionde av sammanlagt arton deltävlingar ingående i Formel 1-säsongen 1994 och kördes över 69 varv.

## Resultat
1. Michael Schumacher, Benetton-Ford, 10 poäng
2. Damon Hill, Williams-Renault, 6
3. Jean Alesi, Ferrari, 4
4. Gerhard Berger, Ferrari, 3
5. David Coulthard, Williams-Renault, 2
6. JJ Lehto, Benetton-Ford, 1
7. Rubens Barrichello, Jordan-Hart
8. Johnny Herbert, Lotus-Mugen Honda
9. Pierluigi Martini, Minardi-Ford
10. Mark Blundell, Tyrrell-Yamaha (varv 67, snurrade av)
11. Michele Alboreto, Minardi-Ford
12. Olivier Panis, Ligier-Renault
13. Eric Bernard, Ligier-Renault
14. David Brabham, Simtek-Ford
15. Alessandro Zanardi, Lotus-Mugen Honda

### Förare som bröt loppet
- Mika Häkkinen, McLaren-Peugeot (varv 61, motor)
- Olivier Beretta, Larrousse-Ford (57, motor)
- Gianni Morbidelli, Footwork-Ford (50, transmission
- Bertrand Gachot, Pacific-Ilmor (47, oljetryck)
- Érik Comas, Larrousse-Ford (45, koppling)
- Ukyo Katayama, Tyrrell-Yamaha (44, kollision)
- Eddie Irvine, Jordan-Hart (40, snurrade av)
- Andrea de Cesaris, Sauber-Mercedes (24, oljetryck)
- Heinz-Harald Frentzen, Sauber-Mercedes (5, snurrade av)
- Martin Brundle, McLaren-Peugeot (3, elsystem)

### Förare som diskvalificerades
- Christian Fittipaldi, Footwork-Ford (Diskvalificerades från sjätte plats därför att hans bil vägde för lite)

### Förare som ej kvalificerade sig
- Paul Belmondo, Pacific-Ilmor

## VM-ställning
| Förarmästerskapet 1. Michael Schumacher, Benetton-Ford, 56 2. Damon Hill, Williams-Renault, 23 3. Gerhard Berger, Ferrari, 13 Jean Alesi, Ferrari, 13 | Konstruktörsmästerskapet 1. Benetton-Ford, 57 2. Ferrari, 32 3. Williams-Renault, 25 |